# Helmut Newton
Helmut Newton, właśc. Helmut Neustädter (ur. 31 października 1920 w Berlinie, zm. 23 stycznia 2004 w West Hollywood) – niemiecko-australijski fotograf mody. Zasłynął przede wszystkim z kobiecych aktów. Na jego zdjęciach kobiety prezentowały się jako silne, pewne siebie i wręcz wyniosłe. Cierpiał na daltonizm, dlatego w większości tworzył czarno-białe fotografie, które były znacznie bardziej sugestywne od kolorowych zdjęć. Uważany za twórcę „porno chic” – stylu fotografii przepełnionego erotyzmem, nagością i perwersją.

## Życiorys

### Wczesne lata
Urodził się w Berlinie w Niemczech w zamożnej rodzinie żydowskiej. Jego ojciec był Żydem, a matka Amerykanką. Uczęszczał do Werner von Trotschke Gymnasium i American School w Berlinie. Jako 12-latek za zaoszczędzone pieniądze kupił swój pierwszy aparat i od razu robił zdjęcia w berlińskim metrze. Interesując się fotografią od najmłodszych lat, pracował dla niemieckiej fotograf Else Ernestine Neuländer (Else Simon), znanej jako Yva (zm. 1942 na Majdanku). 5 grudnia 1938 roku opuścił Niemcy i pracował przez krótki okres w Singapurze jako fotograf dla Straits Times. Prawie dwuletnia współpraca została brutalnie przerwana przez wzmożone fale antysemityzmu i Holocaust. Simon nie tylko zakończyła działalność, ale też trafia do obozu koncentracyjnego, gdzie zmarła.
Od 1940 do 1945 roku Helmut Newton służył w australijskiej armii, pracując w logistyce. Wraz z rodziną znalazł się w Południowej Afryce, a stamtąd został internowany do Australii, gdzie poznał australijską aktorkę June Browne. 13 maja 1948 roku zawarli związek małżeński. June Browne wprowadziła go w świat mody i wpłynęła na jego decyzję o porzuceniu fotografii ślubnej i rodzinnej.

### Kariera
Został dostrzeżony przez australijskie wydanie „Vogue’a”. Od końca lat pięćdziesiątych skoncentrował się na fotografowaniu mody. W 1961 osiedlił się w Paryżu, który wyzwolił w nim najbardziej twórczy okres. Od tamtej pory każda sesja była nie tylko sensacją i skandalem, ale także świeżym spojrzeniem i zaskakującym rozwiązaniem. Newton ostatecznie zdefiniował swój fotograficzny styl. Wymagający na castingach, posiadający określone wyobrażenie, jaki typ modelki jest jego ideałem, realizował sesje drapieżnie, przesycał erotyką, przerabiał wyrafinowane gry społeczne. Kobiety przedstawiał często jako dominujące, perwersyjne i władcze.
Pracował dla projektantów mody takich jak Yves Saint Laurent i Thierry Mugler, a także dla magazynów takich jak „Elle”, „Amica”, „Harper’s Bazaar”, „Vanity Fair”, „Stern”, „Queen” czy francuskiej edycji „Vogue”.

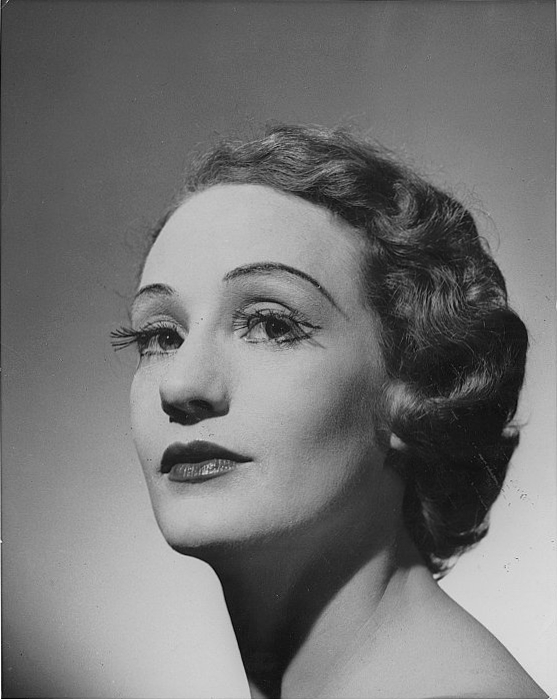
Portret Laurel Martyn autorstwa Newtona (1952)

Zawał serca w 1970 zmusił go do zmniejszenia tempa pracy. Mimo tego, po zawale w 1971, przestał już być tylko fotografem mody i przeniósł punkt ciężkości swojej twórczości z ubrania na nagość. Wypracował własny styl, który cechował się sadomasochistycznymi i fetyszystycznymi podtekstami. W sierpniu 1976 fotografował Kristine DeBell dla „Playboya” – „200 moteli, czyli jak spędziłem moje wakacje”. W 1980 roku wydał serię Big Nudes, która zwiększyła jego kontrowersyjną sławę. Jedna z fotografii „Sie kommen!” („Nadchodzą!”) to swoisty manifest programowy ruchu kobiet, przedstawiony w zmysłowy sposób. Przez feministki nazywany był antychrystem. W pracach Newtona dopatrywały się uprzedmiotowienia kobiet i pokazywania ich jako obiekt seksualny.
Wykonał też nagie zdjęcie kreatora mody Gianniego Versace i portret aktora Helmuta Bergera. Stworzył serię portretów najbardziej znanych i wpływowych ludzi takich jak Carla Bruni, Naomi Campbell, Madonna, Catherine Deneuve, Ralph Fiennes, Al Pacino, David Bowie, Linda Evangelista, Sigourney Weaver, Leonardo DiCaprio, Willem Dafoe, Monica Bellucci, Kim Basinger, Raquel Welch, Jack Nicholson, Isabella Rossellini, Karen Mulder, Buck Henry, Claudia Schiffer, Jerry Hall, Sophia Loren, Mickey Rourke, David Lynch, Elizabeth Taylor czy Angelina Jolie, a także pozowali mu politycy, ludzie kultury i sztuki, m.in.: Jacques Chirac, Helmut Kohl, Margaret Thatcher czy Luciano Pavarotti.

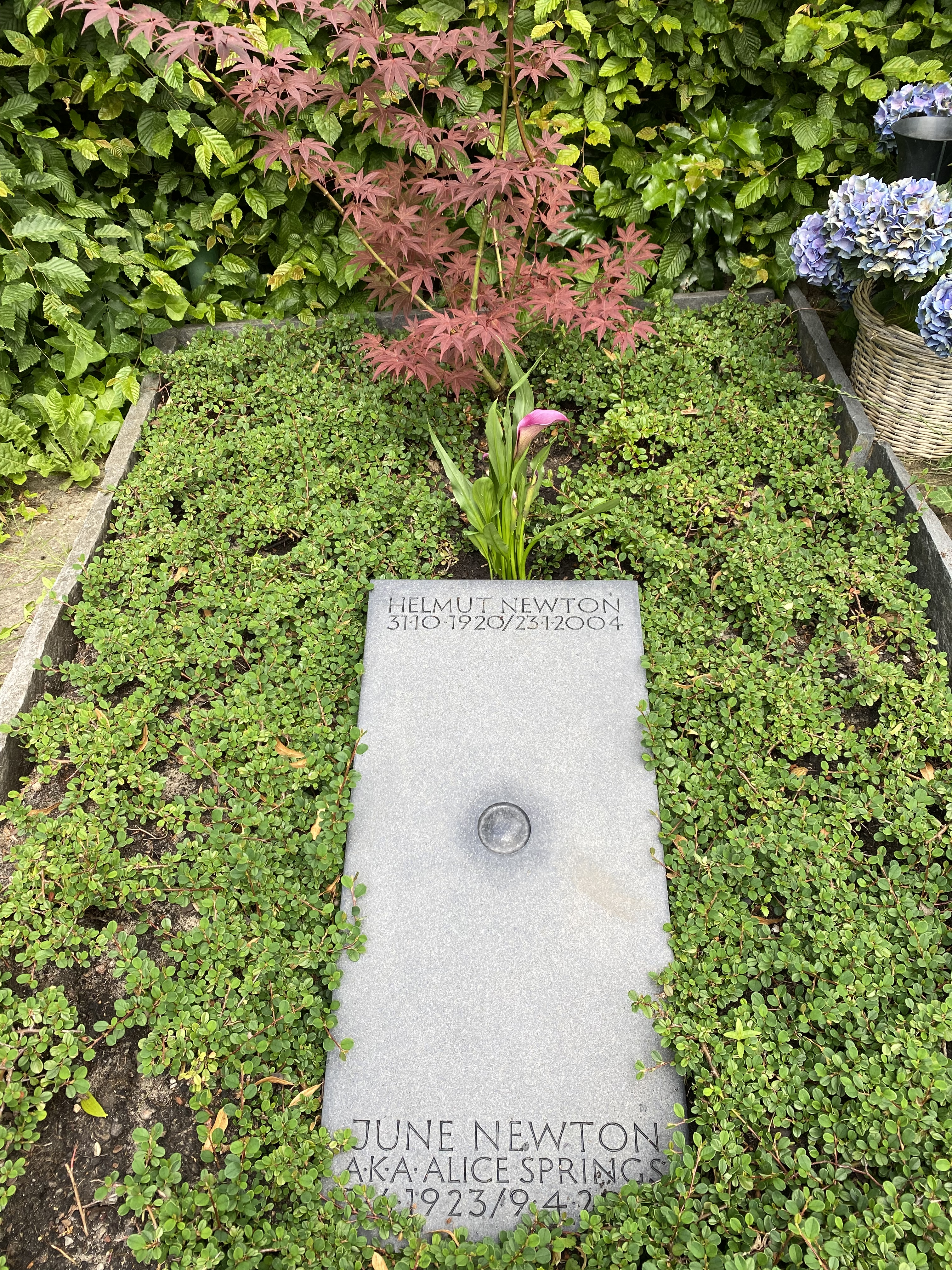
Grób Helmuta Newtona w Berlinie

W ostatnich latach swojego życia mieszkał w Monte Carlo i Los Angeles. Zginął w wypadku samochodowym w Hollywood w Kalifornii, uderzając w ścianę hotelu Chateau Marmont, w którym gościł podczas każdego pobytu w Kalifornii.
W październiku 2003 roku ofiarował fundacji Preußischer Kulturbesitz w Berlinie dużą kolekcję fotografii. Helmut Newton bardzo lubił Berlin – miejsce, w którym się urodził i wychował. Jesienią 2003 roku Helmut Newton założył w Berlinie Fundację, w której mieściły się części jego archiwum. Archiwum zostało otwarte dla publiczności w czerwcu 2004 roku w historycznym Landwehrkasino obok stacji Zoologischer Garten. Od tego czasu Fundacja Helmuta Newtona i Berlińska Biblioteka Sztuki wspólnie rezydują w historycznym budynku, znanym obecnie jako Muzeum Fotografii. Szymon Brodziak to najmłodszy artysta i jedyny Polak, którego prace można było oglądać w Muzeum Fotografii – Fundacji Helmuta Newtona w Berlinie. Po śmierci June Newton (znanej również jako Alice Springs) w kwietniu 2021 r. cały zbiór dzieł Helmuta Newtona i Alice Springs wraz ze wszystkimi materiałami archiwalnymi znalazł się w archiwum Fundacji.